# Ceramica pisi
Ceramica pisi là một loài bướm đêm thuộc họ Noctuidae. Nó được tìm thấy ở khắp châu Âu, phía đông tới miền đông châu Á, nó có ở tận Vòng Cực Bắc. Ở vùng Anpơ, có ở độ cao tới 2.000 mét.
Sải cánh dài 32–37 mm. Chiều dài cánh trước là 16–20 mm. Con trưởng thành bay làm hai đợt từ giữa tháng 5 đến tháng 8. .
Ấu trùng ăn các loài cây bụi, cây rụng lá, cây thân thảo như Calluna, Cytisus scoparius, Pteridium aquilinum, Rubus, Hippophae, liễu và Larix decidua.

## Hình ảnh

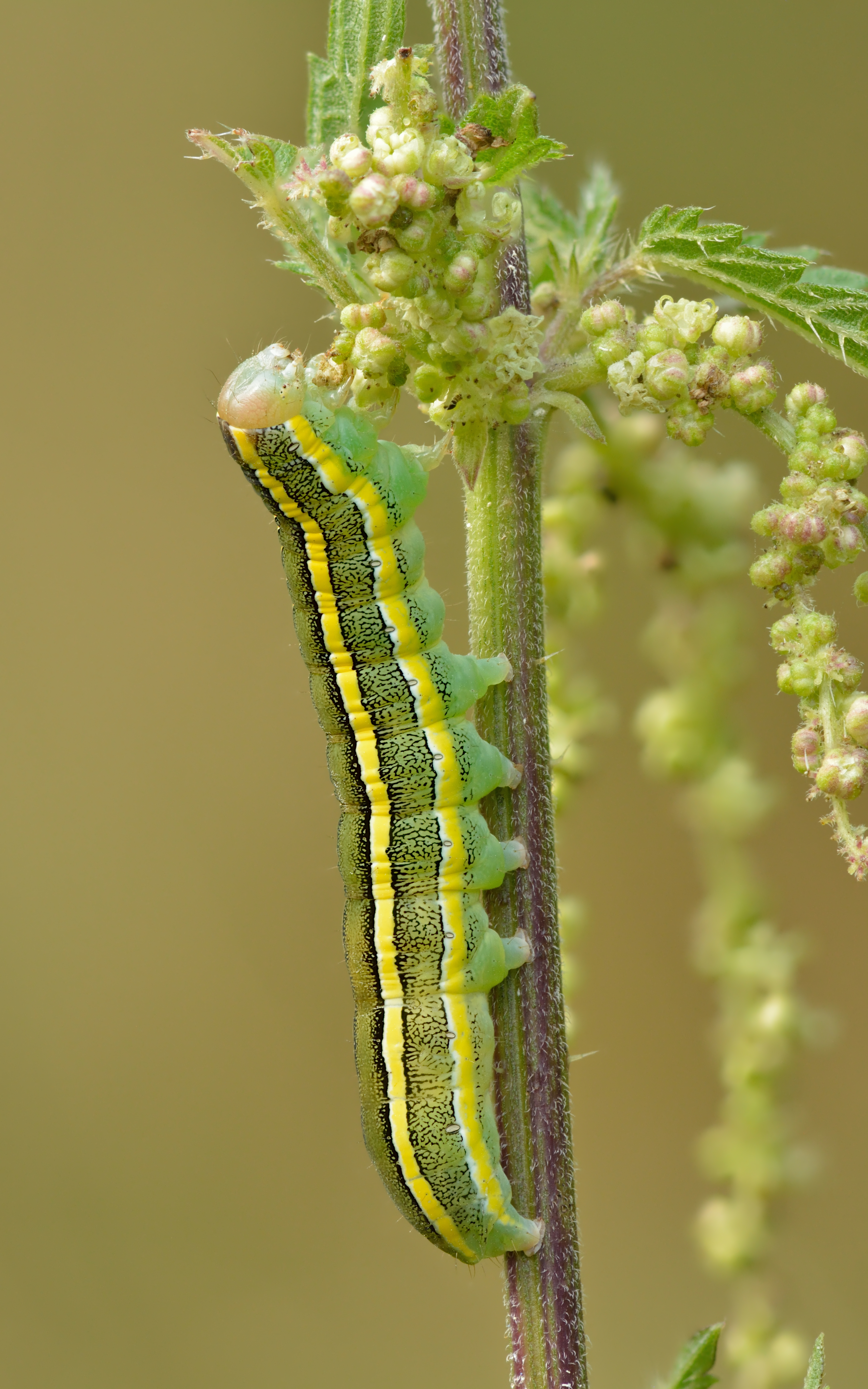
Sâu bướm
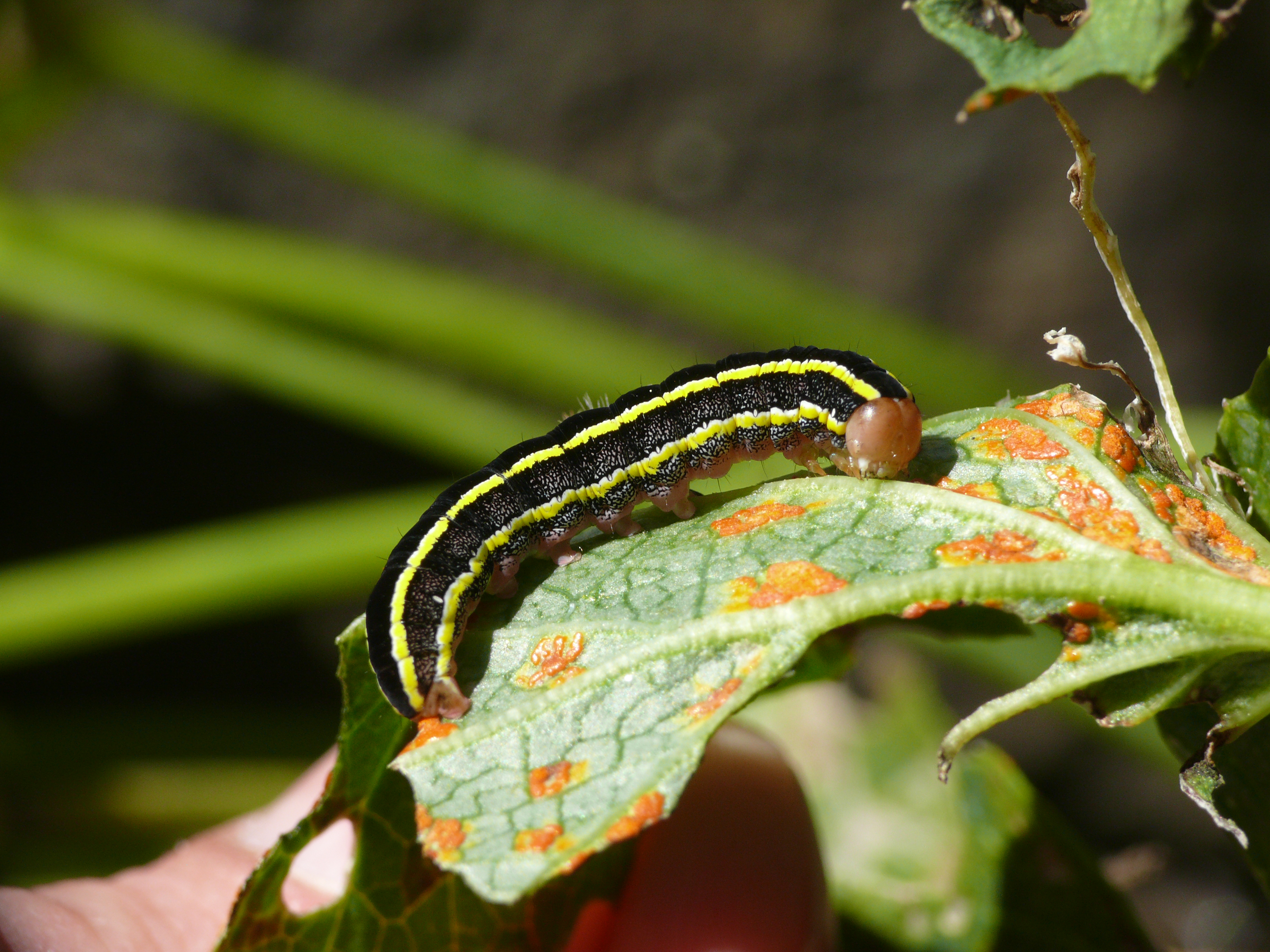
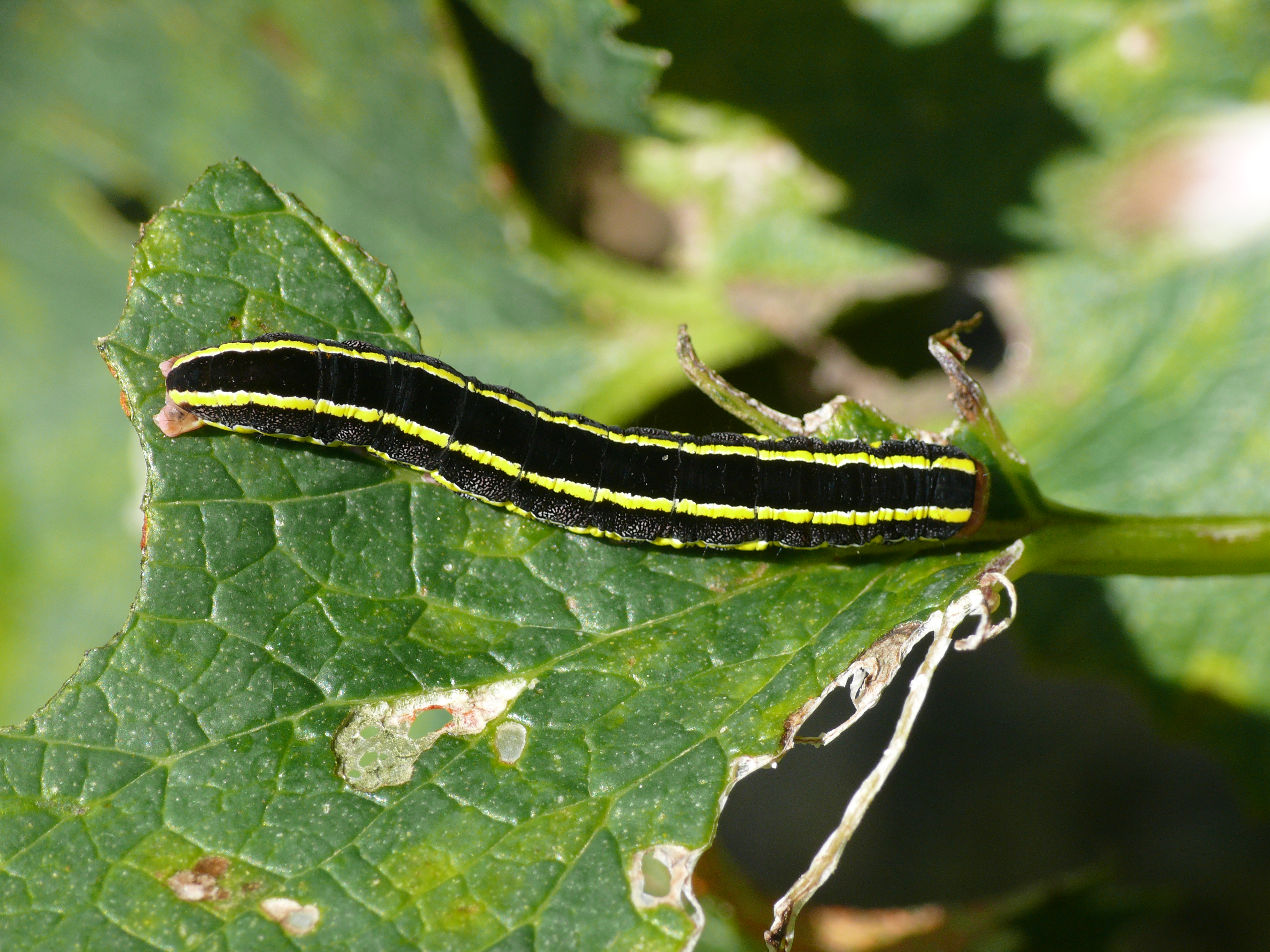
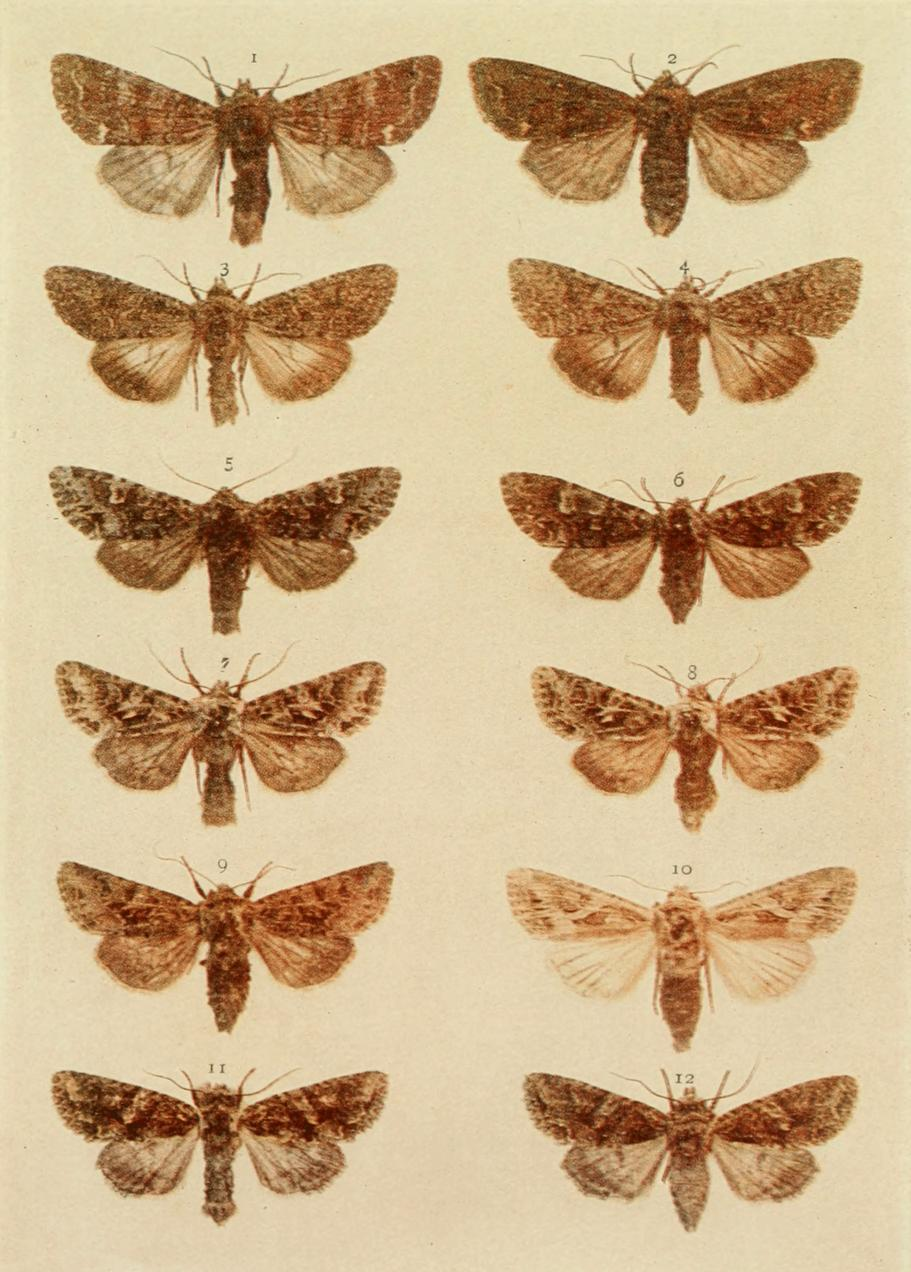